# Anthony Ashley Bevan
Anthony Ashley Bevan, född 1859, död 1933, var en brittisk orientalist. Han var dotterson till Philip Shuttleworth och bror till Edwyn Bevan.
Bevan var professor i arabiska vid Cambridge university. Han ägnade sig åt gammaltestamentlig exegetik, syriska samt särskilt åt den gammalarabiska beduindiktningen och blev en av de främsta kännarna av denna poesi. Bland hans arbeten märks A short commentary on the Book of Daniel (1892), The hymn on the soul (1897), Essay on historical methods in the Old Testament (1909) och The Nāka'id of Jarir and al-Farasdak (3 band, 1905-1912).